# AION Linguistica
Pour les articles homonymes, voir Aion.
AION Linguistica est une revue académique évaluée par les pairs publiée par l’université de Naples - L'Orientale. La revue fondée en 1959 correspond à la « Section Linguistique » des Annali del Dipartimento di Studi Letterari, Linguistici e Comparati. L’actuel directeur est Alberto Manco.

## Histoire et domaines
AION Linguistica naît à la suite d'une longue et illustre tradition commencée à l’université de Naples - L'Orientale avec une première série dirigée par Walter Belardi (it) de 1959 à 1970. La deuxième série, publiée de 1979 à 2011 sous la direction de Domenico Silvestri dans le précédent « Dipartimento di Studi del Mondo classico e del Mediterraneo antico », se caractérise par une nature plus étendue du point de vue des contenus depuis 2012 avec le nouveau « Dipartimento di Studi Letterari, Linguistici e Comparati » .
La revue s’occupe actuellement de plus grands domaines de la linguistique en gardant comme horizons primaires ceux de la triade constituée par la linguistique historique, la linguistique théorique et la linguistique appliquée.
Parmi les auteurs contribuant à AION Linguistica depuis sa fondation figurent entre autres Walter_Belardi (it), Françoise Bader, Jürgen Untermann, Michel Lejeune, Francisco Villar Liébana, Giuliano Bonfante, Helmut Rix, Aldo Luigi Prosdocimi, José Luis García Ramón.